# Abaia
 (décembre 2018).
Si vous disposez d'ouvrages ou d'articles de référence ou si vous connaissez des sites web de qualité traitant du thème abordé ici, merci de compléter l'article en donnant les références utiles à sa vérifiabilité et en les liant à la section « Notes et références ».

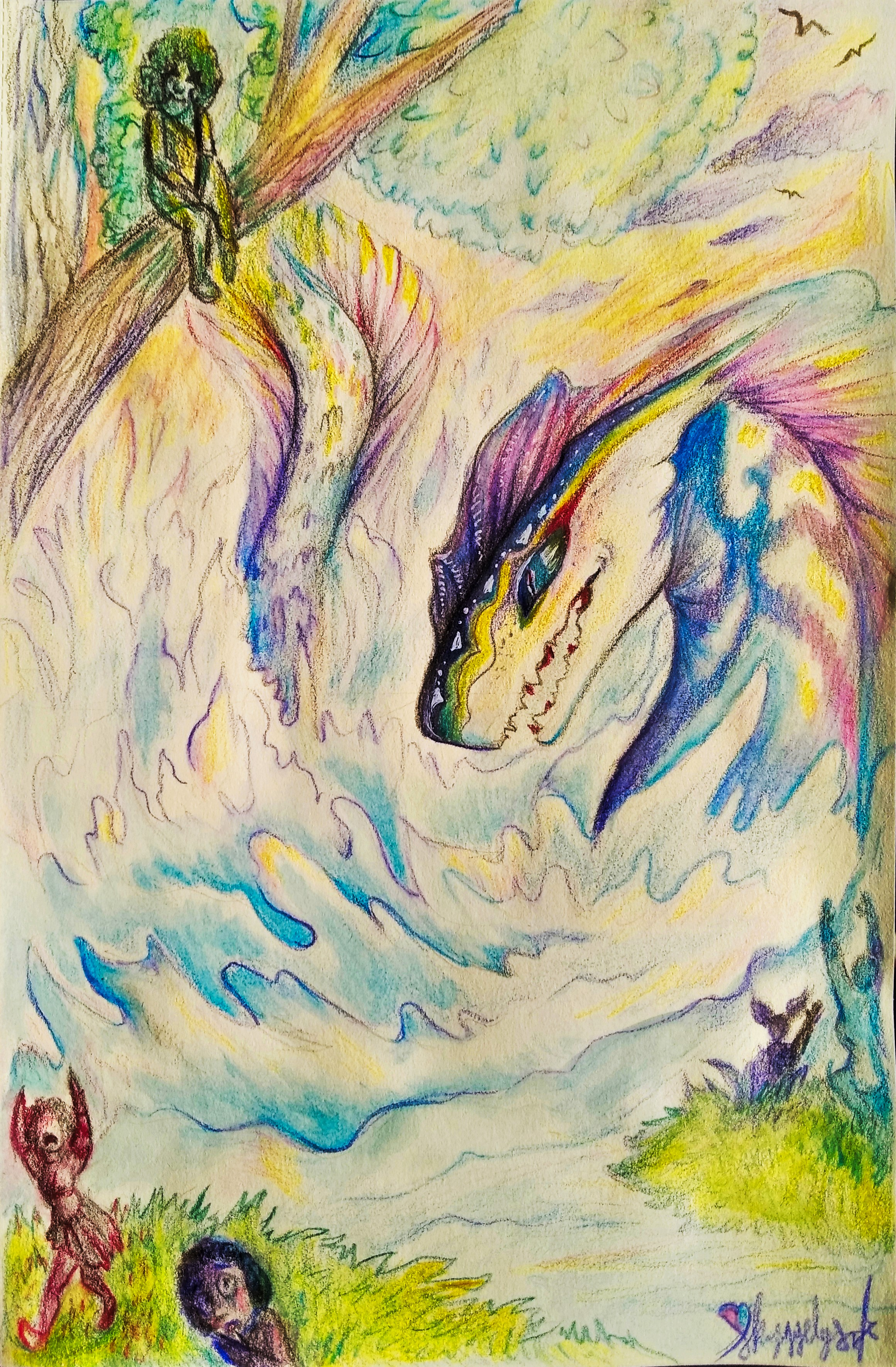
Une interprétation/illustration artistique d'Abaia par l'artiste sous le pseudonyme Skyggelys

Abaia est une créature légendaire de la mythologie mélanésienne vivant au fond des lacs d'eau douce des Îles Fidji, Salomon et Vanuatu. Elle ressemble à une énorme anguille. Elle considère toutes les créatures des lacs comme ses enfants et tue donc les personnes qui les dérangent.

## Mythe
Un jour, un homme découvrit un lac poissonneux mais ne savait pas qu'Abaia y résidait. Il pêcha beaucoup de poissons. Il revint le lendemain avec les gens du village à qui il avait raconté sa découverte. Tout le monde pêcha jusqu'à ce qu'une femme pêche la grosse anguille. Abaia réussit à s'échapper mais fut furieuse que ses protégés et elle furent pêchés. La nuit, l'anguille engendra une violente tempête. La pluie fit déborder le lac et inonda le village, tous les villageois se noyèrent et seule une vieille femme survécut à cette tempête en se réfugiant sur un arbre. Cette vieille femme était la seule personne à n'avoir pas mangé de poisson.